# Solo una notte (film 1933)
Solo una notte (Only Yesterday) è un film del 1933 diretto da John M. Stahl.
È uno degli adattamenti cinematografici del racconto di Stefan Zweig Lettera di una sconosciuta (Brief einer Unbekannten).

## Produzione
Il film fu prodotto da Carl Laemmle per l'Universal Pictures.

## Distribuzione
Distribuito dalla Universal Pictures, il film uscì nelle sale statunitensi il 1º novembre 1933

### Data di uscita
- Stati Uniti: 1º novembre 1933
- Francia: 22 dicembre 1933
- Portogallo: 19 novembre 1935
- Austria: 1946

### Titoli
- Only Yesterday: Stati Uniti
- Eine Frau vergißt nicht: Austria
- Eine Frau, die nicht vergißt: Austria
- Parece que fue ayer: Spagna
- Pos esvise mia agapi: Grecia
- Só uma Noite: Portogallo
- Solo una notte: Italia
- Une nuit seulement: Francia